# قائمه المهرجانات في قطر
هذه المقالة تحتوي على قائمة المهرجانات في قطر.

## الاحتفالات الدينية
- عيد رمضان
- عيد الفطر المبارك [1]
- عيد الاضحى

## يوم الاحتفالات الوطنية
- اليوم الوطني لقطر [2]
- اليوم الرياضي الوطني قطر

## المهرجانات المحددة
- مهرجان الدوحة تريبيكا السينمائي
- مهرجان قطر للفنون
- بطولة قطر ماسترز للجولف
- بطولة قطر المفتوحة للتنس للرجال
- بطولة قطر المفتوحة للتنس للسيدات
- مهرجان قطر الدولي للأغذية

## مهرجانات سنوية
- مهرجان الدوحة الثقافية

## انظر ايضا
- الثقافة قطر
- فن القطري
- العطل الرسمية لقطر
- الرياضة في قطر